# زرباطیه
زرباطیه (به عربی: زرباطیة) (به کردی: پاریزگای زرباطیه) یک منطقهٔ مسکونی در عراق است که در استان واسط واقع شده‌است. بیشتر ساکنان این شهر تبار ایرانی دارند و از کردهای ایران هستند که به زبان کردی ایلامی تکلم میکنند. 

## خصوصیات
زرباطیه ۲۲٬۴۰۰ نفر جمعیت دارد.
این شهر محل سکونت کردهای شیعه مذهبی است که اصالتی ایرانی دارند. در دوران حکومت صدام بارها تلاش شد که این اقلیت در کشور عراق نابود یا به مناطقی همچون (کوت) در استان واسط کوچ داده شوند.